# Маріус Корбетт
Маріус Корбетт (англ. Marius Corbett; нар. 26 вересня 1975) — південноафриканський метальник списа.

## Спортивні досягнення
Чемпіон світу з метання списа (1997).
Чемпіон світу серед юніорів з метання списа (1994).
Чемпіон Ігор Співдружності з метання списа (1998).
Чемпіон Універсіади з метання списа (1997).
Чемпіон Африки з метання списа (1998).
Чемпіон Африканських ігор з метання списа (1999).
Чемпіон Південно-Африканської Республіки з метання списа (1997, 1998, 1999, 2000, 2001).